# 长柄双花木
长柄双花木（学名：Disanthus cercidifolius subsp. longipes），一种分布于中国浙江、江西及湖南等地的灌木植物，属于金缕梅科双花木属双花木（Disanthus cercidifolius）的一个亚种，被列为中国国家二级重点保护野生植物。
本种原被认定为双花木的一个变种，1991年研究人员将其升级为亚种。

## 形态特征
长柄双花木多分枝，小枝屈曲，叶片的宽度大于长度，阔卵圆形，长5-8厘米，宽6-9厘米，先端钝或为圆形，背部不具灰色，果序柄较长，约长1.5-3.2厘米。常两头状花序，对生于叶腋两侧，每花序具两朵无梗、对生的两性花，花被片5。花蕾期花苞常呈淡绿色，两个对生的花蕾形成椭圆柱状。单花从开放到散粉末期一般持续5－6天，花开放时，柱头明显高于花药位置。